# Lola Montez
Marie Dolores Eliza Rosanna Gilbert, Countess of Landsfeld (17 tháng 2 năm 1821 – 17 tháng 1 năm 1861), thường được biết tới bởi tên nghệ sĩ là Lola Montez, là một vũ nữ và kịch sĩ người Ireland, là người tình của vua Ludwig I, mà đã phong cho bà tước Nữ Bá tước xứ Landsfeld. Bà đã dùng những ảnh hưởng của mình để tiến hành những cải tổ tự do. Vào lúc khởi đầu cuộc Cách mạng Đức (1848–1849), bà bị buộc phải đi khỏi Đức. Montez sau đó đã sang Thụy Sĩ, Pháp, Anh và cuối cùng cư ngụ ở Hoa Kỳ.

## Hồi niên thiếu và hoạt động
Elizabeth Rosanna Gilbert sinh năm 1821 là con gái của một sĩ quan Scotland, Edward Gilbert, và một phụ nữ trong một gia đình quý tộc ở miền quê Ireland, Eliza Oliver. Bà đã sống cho tới khi được 5 tuổi ở Calcutta (Ấn Độ), nơi cha đã chết vì bệnh dịch tả. Từ 1827 tới 1834, bà sống ban đầu với cha ghẻ và rồi với ông chú ghẻ ở Scotland và sau đó tới 1837 trong một nội trú ở Bath cho các cô con gái gia đình quý tộc. 1837, bà cưới sĩ quan Thomas James và đi theo ông tới Ấn Độ 1838. Ở Simla 1839, hai người đã chia tay. 1842, Eliza Gilbert trở lại London, học tiếng Tây Ban Nha và các điệu vũ xứ này, cũng như sang đó du lịch. 1843, bà trở về London với tên là „Maria de los Dolores Porrys y Montez“, còn gọi là „Lola Montez“ và tự xưng là vũ nữ Tây Ban Nha từ Sevilla. Sau thành công ban đầu ngày 3 tháng 6 năm 1843, khi bà bị khám phá là đã giả mạo, đã rời Anh Quốc sang lục địa Âu Châu lập nghiệp.
Lola Montez đi nhiều nơi ở Âu Châu, và tới đâu cũng có quan hệ tình cảm, ban đầu ở Reuß-Ebersdorf thuộc Thüringen. Sau đó ở Berlin, Warszawa và Baden-Baden, nơi nào bà cũng bị đuổi đi. Sau khi trình diễn không thành công ở opera tại Paris 1844, bà đã gặp và có quan hệ với Franz Liszt, mà giới thiệu bà với nhóm thân hữu của George Sand. 1846, bà đã làm náo động dư luận trong một vụ kiện tụng, khi người tình bà, biên tập viên Alexandre Dujarrier, bị bắn chết trong một cuộc đấu súng. Cả hai nhà văn cha con Alexandre Dumas và Alexandre Dumas con cũng yêu thích bà.

## Những quan hệ ở München
Sau 2 năm ở Paris Montez vào ngày 5 tháng 10 năm 1846 tới München, xin việc làm vũ nữ. Hai ngày sau bà được vua Ludwig I tiếp, và được cho nhảy tại Hof- und Nationaltheater vào ngày 10 và 14 tháng 10. Bà Desch, người ở, mà được cảnh sát đưa vào, đã cáo buộc bà là đã tiếp sinh viên vào ban đêm.
Người con gái 25 trở thành người tình của ông vua 60 tuổi. Chỉ 1 tháng mười ngày sau khi bà trình diễn, ông đã cho sửa di chúc. Trong đó hứa cho bà 100.000 Gulden, nếu khi ông chết bà vẫn chưa lấy chồng hay trở thành góa phụ. Ngoài ra cho tới khi làm hôn nhân bà được mỗi năm 2.400 Gulden. Cho tới 1850, khi quan hệ chấm dứt, bà đã nhận được tổng cộng 158.084 Gulden, có giá trị khoảng 2,3 triệu Euro. Ngoài ra bà còn được nhà vua cho một biệt thự ở đường Barerstraße Nr. 7 để cư ngụ, nơi bà ở từ tháng 6 năm 1847.
Ludwig tới thăm bà ở đó cũng như những nơi trước đó thường từ 17 Uhr cho tới 22 Uhr. Thỉnh thoảng Montez cũng tiếp những người khác, thường là những người mà hy vọng bà ta sẽ nói vài lời với nhà vua cho họ. Khi nhà vua đòi cho bà vào quốc tịch Bayern, nội các của ông, nhất là bộ trưởng bộ nội vụ Karl von Abel cho đó là bất hợp lệ. Ngày 11 tháng 2 năm 1847 tất cả các bộ trưởng xin từ chức, vào ngày 1 tháng 3, họ bị cách chức. Sau đó Lola Montez vẫn được quốc tịch và vào ngày 25 tháng 8 năm 1847 bà được phong làm nữ công tước von Landsfeld.
Lola Montez không được dân chúng München ưa thích lắm. Bà gây ra hết tai tiếng này đến tai tiếng khác, khi bà ra ngoài đường với con chó Great Dane Turk, và điếu xì gà trên tay. Montez thích có một nhóm sinh viên hầu cận, và đã thành công, chiêu dụ một số thành viên hội sinh viên Corps Palatia München, nhập vào hội sinh viên mới Alemannia của bà. Dân München khinh thường, gọi hội này là hội Lolamannen. Chẳng bao lâu bà có quan hệ tình dục với thành viên Peissner. Lối hành xử của bà chọc giận nhiều người trong giới sinh viên, đưa tới sự thù nghịch giữa các hội sinh viên khác và hội Alemannia, gây xáo động trong đại học. Vua Ludwig I vào ngày 9 tháng 2 năm 1848 đã cho tạm đóng cửa trường, và ra lệnh tất cả các sinh viên phải rời khỏi thành phố trong vòng 3 ngày. Ngày hôm sau, sinh viên và dân chúng kéo tới cung điện biểu tình, gây náo loạn.
Sau những phản đối mạnh mẽ của người dân, đại học đã được cho mở cửa trở lại. Có sắc lệnh là nữ công tước Landsfeld phải rời khỏi thành phố trong vòng một tiếng đồng hồ. Bà đã rời khỏi thành phố ngày 11 tháng 2 năm 1848 bằng xe ngựa tới Lindau và sau đó sang Thụy Sĩ. Vua Ludwig vào ngày 16 tháng 3 đã giải thích, Lola Montez không còn có quốc tịch Bayern nữa. Trong không khí bất ổn của cuộc cách mạng tháng 3 năm 1848, ngày 20 tháng 3, vua Ludwig đã từ bỏ ngai vàng.